# Białobłoty (Katlewo)
Białobłoty – kolonia wsi Katlewo w Polsce położona w województwie warmińsko-mazurskim, w powiecie nowomiejskim, w gminie Grodziczno.
W latach 1975–1998 miejscowość administracyjnie należała do województwa toruńskiego.
Inne miejscowości o nazwie Białobłoty: Białobłoty, Białe Błota